# 张丽 (1961年)
张丽（1961年—），天津人，中国女子标枪运动员。她曾获得1990年亚洲运动会女子标枪金牌。她也曾在1993年亚洲田径锦标赛中获得女子标枪冠军。